# Абдуллах ибн Мухаммад ибн Абд аль-Ваххаб
Абдуллах ибн Мухаммад ибн Абд аль-Ваххаб (араб. عبد الله ابن محمّد ابن عبد الوهّاب‎; Эд-Диръия, 1751/1165 г.х. — Каир, 1828/1244 г.х.) — исламский богослов из рода Аль Шейх, сын Мухаммада ибн Абд аль-Ваххаба и его духовный преемник.

## Биография
Родился Абдуллах ибн Мухаммад в 1165 году хиджры (примерно 1751 год) в столице первого Саудовского государства Эд-Диръии. Обучался чтению Корана и его толкованию, фикху и другим исламским наукам у своего отца и вскоре стал знатоком этих дисциплин, к которому обращались за фетвами.
После смерти отца Абдуллах ибн Мухаммада стал его преемником и главой религиозной общины. Известно, что он командовал саудовскими войсками при захвате Эр-Рияда, где по сей день находится мечеть названная в его честь. Также он участвовал при захвате Мекки королём Саудом ибн Абдуль-Азизом 8 мухаррама 1218 года хиджры (30 апреля 1803 года).
Когда войска египетский паша Ибрагим нанесли поражение саудовским войскам и захватили Эд-Диръию (1818), сын Абдуллаха ибн Мухаммада Сулейман был казнён пашой, а сам он попал в плен и был доставлен в Каир, где и умер в 1828 году (1244 г.х.).

## Дети и потомки
У Абдуллаха ибн Мухаммада ибн Абд аль-Ваххаба было три сына:
- Сулейман (казнён Ибрагим-пашой; не оставил потомков).
- Абдуррахман (имеет потомков в Неджде).
- Али (имеет потомков в Неджде и Египте, куда он был сослан).